# Крбашян Єрванд Месропович
Єрванд Месропович Крбашян (вірм. Երվանդ Մեսրոպի Կռբաշյան; нар. 1 жовтня 1971, Єреван, Вірменська РСР) — радянський та вірменський футболіст, захисник. Майстер спорту СРСР (1989). Тренер.

## Клубна кар'єра
Розпочинав грати в єреванському «Арараті», за який дебютував 16 червня 1988 року у виїзному матчі Кубку Федерації проти «Металіста» (1:4). 10 червня 1989 року дебютував у чемпіонаті СРСР — у виїзному поєдинку проти «Чорноморця», а на 67-ій хвилині був замінений; провів у вище вказаному сезоні ще три матчі у Кубку СРСР. 1990 року грав лише за дубль — 6 матчів та «Арарат-2» у другій нижчій лізі — 10 матчів, 2 голи. 1991 року провів у чемпіонаті 11 матчів. 1992 року грав за клуб у чемпіонаті Вірменії. 1993 року перейшов до російського ЦСКА. До серпня зіграв 11 матчів, а потім втратив місце у складі, а наперердодні старту другого кола сезону 1995 перейшов до клубу першої ліги «Зеніт» (Санкт-Петербург), за який провів 12 матчів. Повернувшись до чемпіонату Вірменії, виступав за клуби «Єреван» (1995/96 — 1997) та «Пюнік» Єреван (1998). У першому дивізіоні Росії грав за «Іртиш» Омськ (1998) та «Торпедо-ЗІЛ» Москва (1999). Завершив кар'єру в вірменській «Міці» 2002 року.

## Кар'єра в збірній
Чемпіон Європи 1990 року у складі юнацької збірної СРСР (U-18). Бронзовий призер молодіжного чемпіонату світу 1991 року.
У футболці національної збірної Вірменії дебютував 14 жовтня 1992 року в нічийному (0:0) товариському матчі проти Молдови. У 1992-1999 роках провів 16 матчів за національну команду.

## Кар'єра тренера
Працював головним тренером у «Кілікії» (2007—2008), тренером (2009—2012) та головним тренером (2012—2016) у «Міці-2».

## Досягнення

### Як гравця
- Чемпіон Європи (U-18): 1990

«Єреван»
- Прем'єр-ліга Вірменії
  -  Чемпіон (1): 1997
  -  Бронзовий призер (2): 1995/96, 1996/97

### Як тренера
«Міка-2»
- Перша ліга Вірменії
  -  Срібний призер (1): 2011